# Elżbieta Zajączkowska
Elżbieta Zajączkowska z d. Bielska, poprzednie nazwisko Grosman Owsianka, Wajzer Lola, c. Hersza Wajzera; pseudonimy: Mała Lila (-1920), Owsianka, Rotsztajn, Karlińska (1920-1927), Grosman Lola (1927-1945) (ur. 4 marca 1900 w Piaskach Lubelskich, zm. 4 grudnia 1969) – funkcjonariusz partyjny.
Córka Henryka. W 1929 członek trójki "Komisji Czystki Partyjnej" w ZSRR, kurs marksizmu-leninizmu w Szkole Partyjnej przy WKP(b) w ZSRR (1930-1932); z-ca kierownika Szkoły MBP w Warszawie (1945-1946), pełniła obowiązki jednej z osób blisko związanej z przewodniczącym i I sekretarzami KC PZPR - Bolesławem Bierutem (1949-1956), Edwardem Ochabem (1956) i Władysławem Gomułką (1956-1965) - z-cy kier. Biura Sekretariatu KC (1949-1956) i Kancelarii Sekretariatu (1956-1965), p.o. kier. Kancelarii Sekretariatu (1959-1960), z-cy kier. Kancelarii Sekretariatu (1960-1965). Skierowana na rentę partyjną.
Członek: SDKPiL (1916-1920), KPP (1920-1927), WKP(b) (1927-1931), R.KWKP(b) Moskwa (1934-1937), ZPP (1945), PPR (1946-1948), PZPR (1948-).

## Odznaczenia
Otrzymała następujące odznaczenia:
- Order Sztandaru Pracy II klasy
- Medal 10-lecia Polski Ludowej